# Sobreimpresión de Levanevski

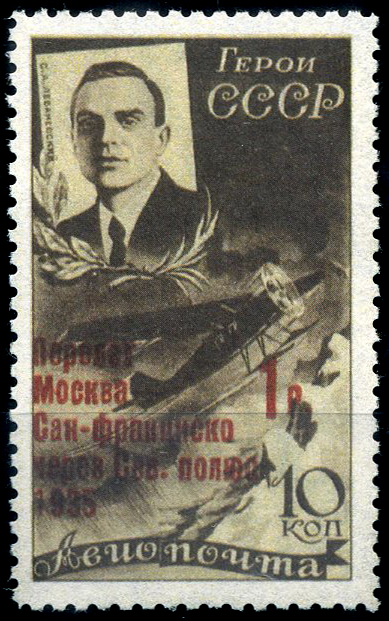
Levanevski (sobreimpresión, URSS, 1935).

La Sobreimpresión de Levanevski es el nombre filatélico de la estampilla aérea de la URSS (Catálogo de la FAC #514) con el retrato del piloto Siguizmund Levanevski (1902-1937), emitida por la imprenta limitada en 3 de agosto de 1935 en honor del vuelo Moscú - Polo Norte - San Francisco (EUA) abortado.
La tipografía roja del texto “sobrevuelo Moscú - San Francisco vía Polo Norte 1935” y porte de multa “1 r.” se hizo sobre la estampilla con el retrato de S. A. Levanevski (Catálogo de la FAC #489) de la serie “Rescate de Cheliuskin” diseñado por Vasili Zaviálov.

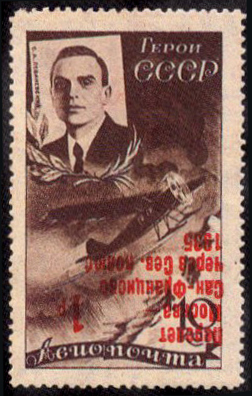
Sobreimpresión invertida.

Existen variedades notables de esta estampilla – con la minúscula “f” en la frase “ San Francisco” - cinco estampillas en el pliego (una fila) con la sobreimpresión invertida (supuestamente un pliego) y sobreimpresa invertida con la “f” (supuestamente cinco ejemplares).
Yevgueni Sashenkov indica que en todos las sobreimpresiones dos pliegos de estampillas “Levanevsky” con la sobreimpresión invertida, de ellos 10 ejemplares – con la  “f”  minúscula (cinco en cada pliego) y 40 ejemplares – con la letra “F” mayúscula.
Estampilla con sobreimpresión fue emitida el 3 de agosto de 1935 para la planeada salida de Siguizmund Levanevski por la ruta Moscú - Polo Norte - San Francisco. Un intento de sobrevuelo se efectuó durante el día; sin embargo, el vuelo en el aeroplano Ant-25 hasta la distancia de 2000 kilómetros fue abortado debido al funcionamiento defectuoso del motor.